# Backbeat (Film)
Backbeat ist ein britisch-deutscher Film des Regisseurs Iain Softley aus dem Jahr 1994, der die frühen Jahre der englischen Musikgruppe The Beatles beschreibt. Im Mittelpunkt der Darstellung stehen die Beziehungen zwischen John Lennon, dem damaligen Bassisten Stuart Sutcliffe und Astrid Kirchherr.

## Inhalt
1960: Die Beatles – damals in der Besetzung mit John Lennon (Gitarre, Gesang), Paul McCartney (Gitarre, Gesang), George Harrison (Gitarre), Pete Best (Schlagzeug) und Lennons bestem Freund, dem Kunststudenten Stuart Sutcliffe (E-Bass) reisen nach Hamburg, um dort ein Engagement im Musikclub „Kaiserkeller“ anzutreten.
Die Zeiten sind hart, die Verpflegung und die Unterkünfte miserabel, die Bezahlung niedrig. Während die Band am Anfang noch vor einem eher desinteressierten, vorwiegend aus Matrosen und Trinkern bestehenden Publikum ihr Bestes gibt, erobert sie nach und nach auch die Herzen einer intellektuellen, jungen Zuhörerschaft. Darunter befindet sich auch die Fotografin Astrid Kirchherr. Sutcliffe und Kirchherr verlieben sich ineinander. Der als Bassist weniger talentierte und eher an Malerei interessierte Sutcliffe vernachlässigt die Band, kommt zu spät zu Auftritten.
Paul McCartney muss immer häufiger seinen Job am Bass übernehmen. So auch bei der ersten Schallplattenaufnahme als Begleitband für den Sänger Tony Sheridan. Die Freundschaft zwischen John Lennon und Stuart Sutcliffe droht zu zerbrechen. Sutcliffe beschließt, sich ganz der Malerei zu widmen und scheidet aus der Gruppe aus. Der Film endet mit dem Tod von Sutcliffe 1962 an einer Hirnblutung und einem Wiedersehen der Beatles mit Astrid Kirchherr in Hamburg.

## Kritiken
„Eine Randnotiz aus der Frühgeschichte der Beatles, mit leichter Hand und stimmigem Zeitkolorit inszeniert; Momente, in denen über die Maßen dramatisiert und interpretiert wird, sind dem Unterhaltungswert kaum abträglich.“

## Soundtrack
Für den von Don Was produzierten Soundtrack wurden Rock-’n’-Roll-Standards neu aufgenommen, die die Beatles in ihrer frühen Zeit in Hamburg vom Indra bis zum Star Club in ihrem Repertoire hatten. Die Aufnahmen orientieren sich auch in den Arrangements am damaligen Sound der Beatles. Sie wurden eingespielt von einer All-Star-Band aus namhaften Rockmusikern wie Dave Grohl (Nirvana, Foo Fighters), Greg Dulli (Afghan Whigs), Dave Pirner (Soul Asylum), Thurston Moore (Sonic Youth), Don Fleming (Gumball) und Mike Mills (R.E.M.).

## Auszeichnungen (Auswahl)
- Darsteller Ian Hart wurde 1995 bei den Evening Standard British Film Awards mit einem Preis in der Kategorie Most Promising Newcomer ausgezeichnet.
- Regisseur Softley erhielt bei den London Critics Circle Film Awards den ALFS Award als British Newcomer of the Year.
- Die Deutsche Film- und Medienbewertung FBW in Wiesbaden verlieh dem Film das Prädikat wertvoll.

## Bühnenfassung
Der Drehbuchautor und Regisseur des Films, Iain Softley, adaptierte mit Stephen Jeffreys den Film für die Theaterbühne. Das Theaterstück feierte am 9. Februar 2010 in Glasgows Citizens' Theatre Premiere. 2011 erschien eine weitere Bühnenversion im Duke of York's Theatre in London.
Die deutschsprachige Erstaufführung (deutsche Fassung von Dagmar Windisch) von Backbeat wurde vom Altonaer Theater in Hamburg unter der Regie von Franz-Joseph Dieken in der Spielzeit 2013/14 auf den Spielplan genommen. 2023/24 folgte eine Wiederaufnahme mit neuer Besetzung, und 2024 eine mehrwöchige Tourproduktion.